# Schuitenbeek

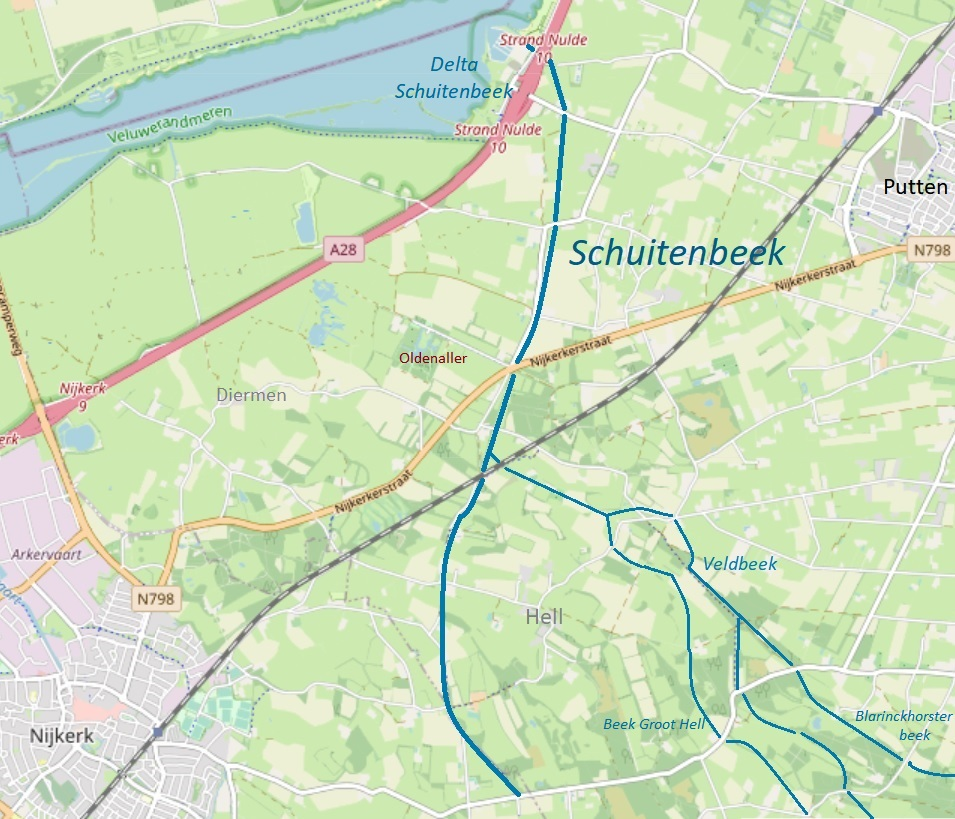
Schuitenbeek

De Schuitenbeek is een beek in de Nederlandse gemeente Putten die ten oosten van Nijkerk ontspringt en bij Strand Nulde via een kleine delta (met twee mondingen) afwatert op het Nuldernauw. 
De Schuitenbeek vormt aan de westzijde de historische grens met polder Arkemheen. De gegraven Schuitenbeek werd vroeger ook Nije (Nieuwe) Beek of Veldbeek genoemd. De Schuitenbeek voert water af vanuit de zuidelijker gelegen Gelderse Vallei en van de hoger gelegen Veluwe aan de oostzijde.
De beek werd gegraven om wateroverlast in de omgeving tegen te gaan en heeft als belangrijkste zijbeek de Veldbeek die op zijn beurt weer water ontvangt van de Beek Groot Hell en de Blarinckhorsterbeek.
In de zestiger jaren van de twintigste eeuw werden veel beken gekanaliseerd om het water sneller af te kunnen voeren. Ter hoogte van landgoed Oudenaller is een stuw gemaakt in de vorm van een overlaat. Als het waterpeil een bepaalde hoogte heeft bereikt kan het water over de stuw stromen. Omdat een aantal vissoorten de stuw niet kan passeren en niet meer tegen de stroming in de beek op kan zwemmen is in 2014 een vispassage gemaakt bij Oldenaller.
Voor de boerderij de Allermolen aan de Allermolenweg stond tot 1830 de door waterkracht aangedreven 'Allermolen'.
Voor wandelaars op het Hoeverveldpad is een trekpontje beschikbaar om de Schuitenbeek over te steken.

De Schuitenbeek komt bij het Nuldernauw uit in de Delta Schuitenbeek. Deze Delta werd in 2001 en 2002 door Rijkswaterstaat aangelegd tussen jachthaven Nulde en de Nijkerkersluis. 